# 1592~1593년 몰타 페스트 유행
1592–1593년 몰타 페스트 유행은 구호기사단 점령기의 몰타섬에서 발생한 페스트 유행을 의미한다. 1592년 6월에서 1593년 9월 사이에 3번 페스트 파동이 발생함으로써 전체 인구의 11%인 3,000명 가량이 사망했다. 토스카나 대공국의 갤리선이 알렉산드리아에서 나포한 선박들에 의해 몰타로 수입되었다. 1593년에 기사단은 시칠리아에 전염병에 대처하기 위한 지원을 요청했고, 이후 적절한 조치를 통해 효과적으로 전염을 억제했다.

## 배경
구호기사단 지배기에 발생했다. 일부 기록은 1575년에 페스트가 몰타로 유입되었다고 하나, 기사단이 도착하기 전도 페스트가 발병한 기록이 있다. 1427~1428년에 처음 발병했으며, 이후 1523년에 발생했는데 후자는 비르구의 마을에 국한되었다.

## 역학
오스만 통치 이집트의 알렉산드리아에서 몰타에 간접적으로 유입되어 발생하였다. 토스카나 대공국 혹은 세인트 스테파노 기사단 소유로 추정되는 갤리선 네 척이 알렉산드리아에서 두 척의 선박을 나포하여, 해당 선박의 화물과 150여 명의 터키인 포로를 몰타로 데리고 갔다. 몰타로 가는 도중에도 선상에서 페스트가 발생하여 20명의 선원이 사망했다. 갤리선들은 1592년 5월 7일에 몰타에 도착했다.
페스트는 세 번의 파동으로 발생했다. 첫 번째 파동은 1592년 6월에 시작되었는데, 유행 초기에는 성병으로 오인되었다. 9월 이전에 첫 번째 파동이 가라앉기 무섭게, 11월에 두 번째 파동이 시작되어 1593년 1월에 끝난다. 마지막 파동은 1593년 3월에 시작되었는데, 세 번의 파동 중 가장 심각하며 섬 전체에 빠른 속도로 전파되었다. 1593년 9월에 마침내 유행이 종식되었다.

### 격리조치

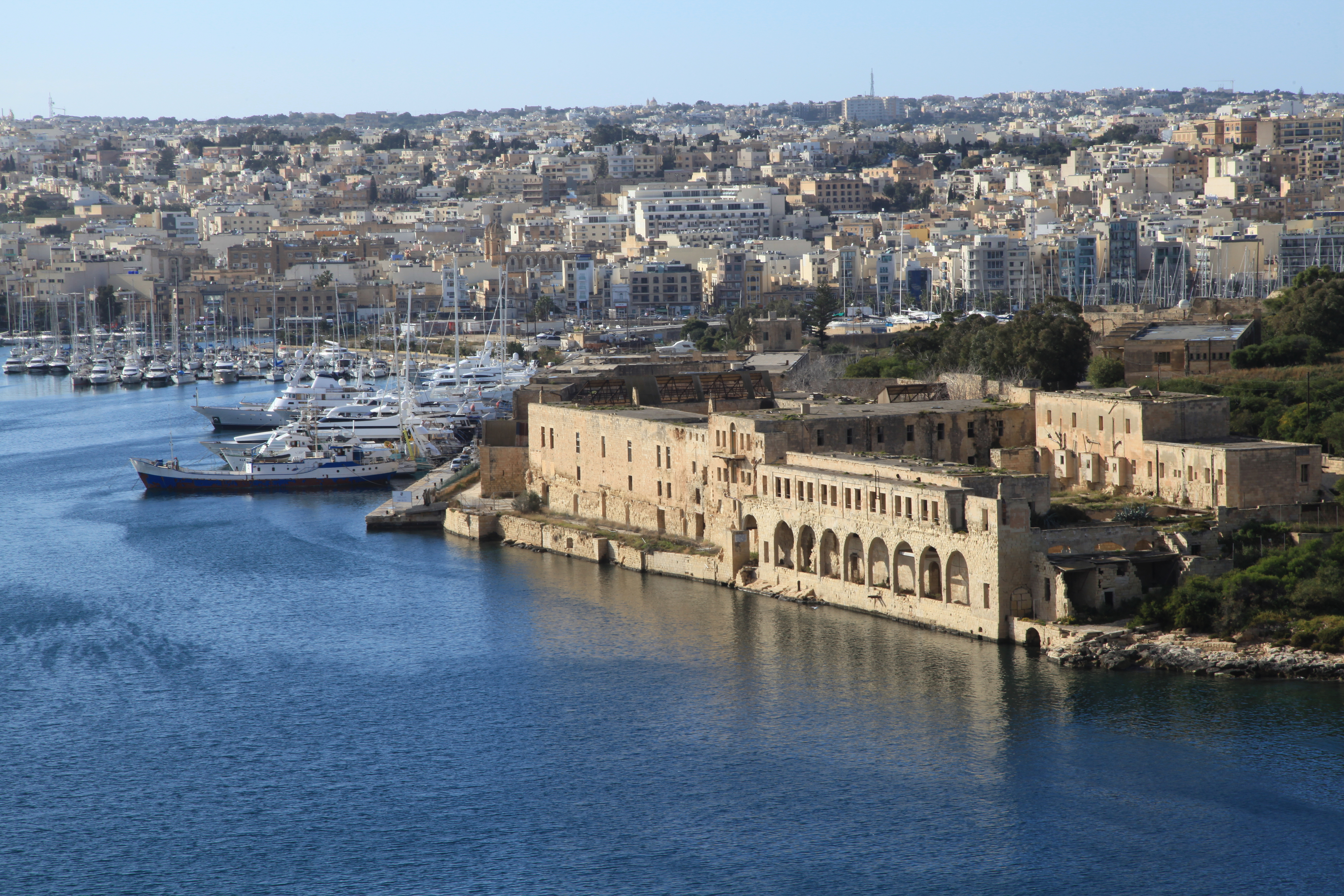
마노엘 섬에 세워진 검역소(lazzaretto). 1592~1593년 페스트 유행시 격리 병원이 세워진 장소에 17세기에 다시 지었다.

1592년, 비르구에 갤리선 노예들을 위한 임시 병원이 지어졌는데, 이는 1575년 당시에 지어진 병원을 재건축 한 것이다. 1593년 초 유행병이 점차 잦아들고 있을 때 환자들을 민가로 옮겼고, 2월에 문을 닫았다.
그러나 1593년 3월에 세 번째 파동이 시작하며 유행이 더욱 심각해지자, 기사단 총장이었던 후게스 루벤스 드 베르달레(Hugues Loubenx de Verdalle)는 시칠리아 부왕에게 지원을 요청하여 페스트를 다룬 경험이 있는 의사인 피에트로 파리지(Pietro Parisi)가 트라파니에서 파견된다. 파리지는 5월 15일에 도착한 후 몰타인 의사 그레고리오 마모(Gregorio Mamo)와 기타 보건 위원들과 함께 질병을 통제할 권리를 위임받았다. 마노엘 섬에 임시 격리 병원이 세워진다. 900여명이 의심 및 확진 판정을 받아 격리되었다. 나머지 사람들은 각자의 집에서 자숙하라는 지시를 받았고, 하루에 가족당 1명만이 특별한 용건이 있는 경우 외출이 허가되었다. 이를 어길 경우 매질 등 처벌이 내려지기도 했는데, 이로 인해 사망한 사람도 나타났다.
전염병은 1593년 6월에 진정되기 시작했고, 당국은 남아있을지도 모르는 질병의 흔적을 없애기 위해 섬에 정화 조치를 시행하였다. 유행병에 대처하기 위해 지어진 임시 병원은 1593년 10월에 철거되었고, 1594년 1월부터 선박들에게 정상적으로 입항이 허가되었다.

## 참고 문헌
- Kohn, George C. (2007). 《Encyclopedia of Plague and Pestilence: From Ancient Times to the Present》. Infobase Publishing. ISBN 9781438129235.
- Savona-Ventura, Charles (2015). 《Knight Hospitaller Medicine in Malta [1530–1798]》. Self-published. ISBN 9781326482220.
- Tully, James D. (1821). 《The History of Plague: As it Has Lately Appeared in the Islands of Malta, Gozo, Corfu, Cephalonia, Etc. Detailing Important Facts, Illustrative of the Specific Contagion of that Disease, with Particulars of the Means Adopted for Its Eradication》. London: Longman, Hurst, Rees, Orme, and Brown.